# Base aérienne de Loutsk
La base aérienne de Loutsk  (ukrainien : Луцький військовий аеродром) est une base située près de la ville de Loutsk, dans l'oblast de Volhynie, en Ukraine.

## Histoire
C'est la base utilisée par la 204e brigade d'aviation tactique, volant sur Mikoyan-Gourevitch MiG-29 et Aero L-39 Albatros (ce dernier comme avion d'entraînement).

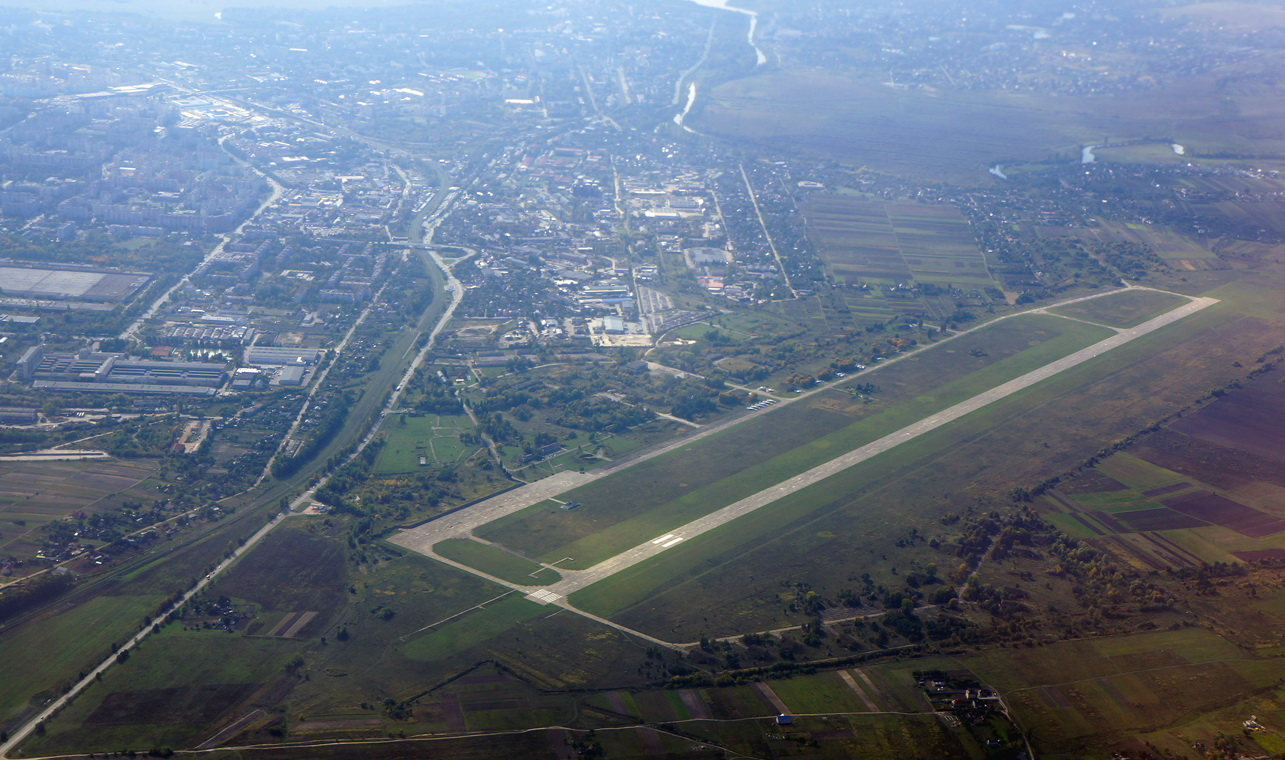
La base en 2013.

## Situation
| Berdiansk Oujhorod Brody Ouman Kanatove Konotop Djankoï Tchouhouïv Kryvyï Rih Donetsk Sébastopol DniproVesseloïeBaheroveHorodokChersonèseGvardeïskoïeKatchaIvano-Frankivsk Izmaïl JovtneveJytomyr Koulbakino Kharkiv · Charcovie Khmelnytskyï Kherson KrementchoukKiev/Kyïv · Jouliany Kiev/Kyïv · Boryspil Kryvyï Rih Kolomya Loutsk Louhansk LvivMarioupol Mykolaïv Myrhorod Nijyn Odessa Poltava Rivne Sambir Simferopol Starokostiantyniv Tchernivtsi Vinnytsia Zaporijjia |